# Ермолович, Максим Леонидович
Ермолович Максим Леонидович (бел. Ермаловіч Максім Леанідавіч; род. 26 июня 1977, Лепель, Витебская область, Белорусская ССР, СССР) — белорусский экономист, политический и государственный деятель, министр финансов Республики Беларусь (2018—2020). Чрезвычайный и Полномочный Посол Республики Беларусь в Соединённом Королевстве Великобритании и Северной Ирландии (2020—2022).

## Биография
Окончил Полоцкий государственный университет и Академию управления при Президенте Республики Беларусь.
В 1999 году работал государственным налоговым инспектором инспекции № 2 Государственного налогового комитета по Фрунзенскому району Минска.
С июля 1999 года по 2002 год занимал различные должности в Государственном налоговом комитете Беларуси (сейчас Министерство по налогам и сборам).
2002—2011 работал в Министерстве финансов Республики Беларусь на различных должностях. Занимал должности консультанта управления анализа и планирования доходов бюджета, заместителя начальника управления — начальника отдела планирования и учёта доходов бюджета главного управления налоговой политики и доходов бюджета, начальника главного управления бюджетной политики.
2011—2014 заместитель Министра финансов
2014—2018 Первый заместитель Министра финансов Республики Беларусь
31 августа 2018 года назначен на должность Министра финансов Республики Беларусь
20 июля 2020 года назначен Чрезвычайным и Полномочным Послом Республики Беларусь в Соединённом Королевстве Великобритании и Северной Ирландии, Чрезвычайный и Полномочный Посол Республики Беларусь в Ирландии по совместительству.
1 августа 2022 года назначен заместителем главы Администрации президента Республики Беларусь.
23 января 2024 года освобожден от должности заместителя руководителя Администрации в связи с вступлением в должность члена Коллегии (министра) по конкуренции и антимонопольном регулировании Евразийской экономической комиссии.

## Награды
- Медаль «10 лет Евразийскому экономическому союзу» (26 декабря 2024 года, Высший Евразийский экономический совет)[3].